# کیوان دهناد
کیوان دهناد (زادهٔ ۵ بهمن ۱۳۳۹) داور ایرانی و ورزشکار جودو، یونگ‌مودو و جوجیتسو است. او اولین ایرانی است که حکم داوری بین‌المللی جودو را از فدراسیون جهانی جودو دریافت کرده و تاکنون داوری بسیاری از مسابقات جهانی جودو را بر عهده داشته‌است. دهناد همچنین بنیان‌گذار جوجیتسو و یونگ‌مودو در ایران است و تیم یونگ‌مودوی ایران با هدایت او توانسته‌است در مسابقات مسترشیپس چند مدال طلا کسب کند. دهناد دارای دان ۸ جودو و دان ۱۰ جوجیتسو است. او همچنین در حوزهٔ پژوهش و تألیف و ترجمهٔ کتاب راجع به هنرهای رزمی فعال است.

## زندگی
کیوان دهناد در ۵ بهمن ۱۳۳۹ در تهران به دنیا آمد. تمرینِ جودو را از هشت‌سالگی شروع کرد و در شانزده‌سالگی موفق به کسب دان یک شد. او از رده سنی نوجوانان تا کنون در مسابقات و فعالیت‌های تیم ملی جودو ایران حضور داشته‌است.
او اکنون دارای دان ۸ جودو است.
دهناد به جنبه‌های علمی و پژوهشی در حوزهٔ هنرهای رزمی نیز توجه داشته و چند کتاب را در این زمینه تألیف و ترجمه کرده‌است.
او همچنین تا سال ۱۳۸۸ مسئولِ کمیتهٔ تحقیق و پژوهش فدراسیون جودو ایران بود
و در سال ۱۳۸۲ اجرای طرح پژوهشی با عنوان مقایسه تطبیقی روش آموزش جودو برای نونهالان در آموزشگاه‌های کشور با کشورهای اروپایی (با نظارت سید امیر حسینی) برای کمیته ملی المپیک ایران را بر عهده داشت.
در سال ۱۳۸۵ کیوان دهناد در حکمی از سوی عباس خزایی، سرپرست فدراسیون ورزش‌های رزمی، به‌عنوان سرپرست رشته‌های جوجیتسو JJIF و کوبودو WKF منصوب شد.
از جمله مسئولیت‌های دیگری که دهناد بر عهده داشته‌است، می‌توان به موارد زیر اشاره کرد: ریاست کمیتهٔ داوران استان تهران (تا ۱۳۸۷)،
مسئول روانشناسی کمیته ملی المپیک (۱۳۸۳)،
مدرس روان‌شناسیِ دوره‌های مربیگری انجمن دارت ایران (۱۳۸۴)،
عضویت در کمیسیون داوری فدراسیون جودو (۱۳۸۵ تا کنون)،
عضویت در اتحادیه دارت غرب آسیا (۱۳۸۶)،
دبیرکلی اتحادیه اروپایی فدراسیون جهانی ورزش‌های زورخانه‌ای (۱۳۸۷ تا کنون)
و عضویت در انجمن حقوق ورزشی ایران (۱۳۹۱).
عنوان استاد بزرگ ورزش در ۹ مهر ۱۳۹۳ در تالار مفاخر سوئیس به کیوان دهناد اختصاص یافت. این عنوان توسط اولی مارر رئیس‌جمهور اسبق سوئیس و وزیر ورزش این کشور برای اولین بار به یک رزمی‌کار ایرانی تقدیم شد.
در آبان ۱۳۹۶، در حاشیه برگزاری مسابقات جهانی و سراسری جوجیتسو، دهناد در مراسم پن کاریبین از سوی فدراسیون جوجیتسو AJJIF موفق به دریافت دان ۱۰ جوجیتسو از دست آنتونی کارمونا (رئیس‌جمهور وقتِ کشور ترینیداد و توباگو) شد. او اولین ایرانی است که موفق به دریافت دان ۱۰ جوجیتسو شده‌است. او همچنین بنیان‌گذار جوجیتسو در ایران است.
دهناد همچنین در سال ۲۰۱۷ طی مراسمی در برج ایفل به‌عنوان استاد بزرگ هنرهای رزمی و همچنین سفیر صلح در جهان معرفی شد.
او در خرداد ۱۴۰۱ در سمینار تالار مشاهیر هنرهای رزمی جهان که در تیل هلند برگزار شد، نشان پلاتینیوم و عنوان اسطورهٔ ورزش‌های رزمی را دریافت کرد.
در شانزدهمین دورهٔ تالار مشاهیر هنرهای رزمی جهان در مونیخ در مهر ۱۴۰۲ از دهناد به‌عنوان اسطورهٔ هنرهای رزمی تقدیر شد.

## داوری
دهناد در سال ۱۳۷۱ به‌عنوان اولین ایرانی، حکم داوری بین‌المللی را از فدراسیون جهانی جودو دریافت کرد.
او داور مسابقات ارتش‌های جهان در سئول سال ۱۹۹۲ بود.
دهناد در آبان ۱۳۸۴ به‌عنوان داورِ تأییدشده از طرف فدراسیون جهانی جودو (داور بین‌المللی رده A) در مسابقات جام جهانی گولد کوست داوری کرد.
او در ۱۴ مهر ۱۳۸۷ در مسابقات جام جهانی ژاپن به عنوان تنها داور ایرانی در این مسابقات داوری مسابقات جودو را بر عهده داشت و مسابقهٔ فینال را نیز قضاوت کرد.
وی همچنین داوری بسیاری از مسابقات انتخابی المپیک را به عهده داشته که از آن جمله قضاوت در کاپ جهانی آلمان جهت کسب سهمیه المپیک ۲۰۰۸ پکن و انتخابی المپیک ۲۰۰۴ آتن است.
دهناد همچنین داوری مسابقات فینال جام جهانی جودو مغولستان (۲۰۱۰) را بر عهده داشت که تاداهیرو نومورا از جمله جودوکارانِ آن بود.
داوری‌های دهناد در دیگر مسابقات جهانی و قاره‌ای عبارت‌اند از:
- مسابقات قهرمانی آسیا کویت ۲۰۰۷[۳۳]
- المپیاد دانشجویان جهان صربستان ۲۰۰۹[۳۴]
- شانزدهمین دوره بازی‌های آسیایی گوانگجو ۲۰۱۰[۳۵]
- مسابقات جهانی پیشکسوتان جودو ۲۰۱۵[۳۶]

## یونگ‌مودو
دهناد بنیانگذار سبک یونگ‌مودو و مسئول یونگ‌مودو ایران است.
این سبک در سال ۱۳۹۲ مجوز فعالیت گرفت و در سال ۱۳۹۳ در وزارت ورزش ثبت رسمی شد.
تیم یونگ‌مودوی ایران با مربی‌گری دهناد توانست در مسابقات جهانی هنرهای رزمی در سال‌های ۲۰۱۶ و ۲۰۱۹ در هر دوره به یک مدال طلا و یک مدال برنز دست یابد و در سال ۲۰۲۱ با کسب یک مدال طلا، یک نقره و سه برنز به نایب‌قهرمانی جهان برسد.
در مسابقات سال ۲۰۲۱، دهناد علاوه بر عضویت در هیئت فنی، داوری مسابقات یونگ‌مودو را، هم در دور مقدماتی و هم در فینال بر عهده داشت.
همچنین تیم یونگ‌مودوی ایران با دستیابی به ۲ مدال طلا، ۳ نقره و ۴ برنز در سه قسمتِ اجرای فرم، مبارزات نمایشی و دفاع شخصی در مسابقات مسترشیپ ۲۰۲۲ کره جنوبی، مقام دوم را به دست آورد.
دهناد در این دوره به‌عنوان  داور و عضو شورای فنی مسابقات جهانی از آغاز تا فینال مسابقات حضور داشت.

## آثار
- ایتسو تسو - نو - کاتا، پتر فولک‌مان، ترجمه و ویرایش کیوان دهناد، تهران: دیرین، ۱۳۸۵
- آموزش جودو (نونهالان)، کیوان دهناد، تهران: علم و ورزش‏‫، ۱۳۸۵
- الفبای آیکیدو: آموزش اساسی آیکیدو همراه با ۷۲ تصویر، ایرمگارد هولتسل-وینتر، مترجم کیوان دهناد، تهران: دیرین، ۱۳۸۵
- بودو: روش‌های رزمی ژاپن نیپون بودوکان، تدوین آلکساندر بنت، ترجمه کیوان دهناد، تهران: علم و ورزش‏‫، ۱۳۹۸
- تکنیک و آزمون در آیکیدو، گروه مؤلفان، ترجمهٔ کیوان دهناد، تهران: دیرین، ۱۳۸۵
- ج‍ودو: ی‍ک ورزش ی‍ک راه زن‍دگ‍ی‌، م‍ی‍ش‍ل ب‍روس و دی‍وی‍د م‍ات‍س‍وم‍وت‍و، ت‍رج‍م‍ه و تدوین ک‍ی‍وان ده‍ن‍اد، ت‍ه‍ران: ع‍ل‍م و ورزش‏‫، ۱۳۸۴
- گزارش طرح پژوهشی مقایسه تطبیقی روش آموزش جودو برای نونهالان در آموزشگاه‌های کشور با کشورهای اروپایی (سوئیس، فرانسه، آلمان، ایتالیا)، ۱۳۸۲
- گونوسن - نو - کاتا، پتر فولک‌مان، ترجمه و ویرایش کیوان دهناد، تهران: دیرین، ۱۳۸۵
- ناگه - نو کاتا: ۱۵ پرتاب اصلی جودو، فولکر گورتس، ترجمه و ویرایش کیوان دهناد، تهران: دیرین، ۱۳۸۵
- هنر رزمی یونگ‌مودو، گروه مؤلفان، ترجمهٔ کیوان دهناد، تهران: علم و ورزش‏‫، ۱۳۹۶
- اساسنامه مسابقه یونگ‌مودو (فدراسیون بین‌المللی یونگ‌مودو)‮‬‏‫، کیوان دهناد، ‫تهران‫: علم و ورزش‮‬‏‫، ۱۳۹۵
- هنرهای رزمی کره (یونگ‌مودو، هنر رزمی نوین)، کیوان دهناد و محمدرضا اوجی، شیراز: نامور نامه، ‏‫‬‏۱۳۹۹